# Tir als Jocs Olímpics d'estiu de 1908 - Fossa olímpica
La competició de fossa olímpica va ser una de les quinze proves de programa de Tir dels Jocs Olímpics de Londres de 1908. Es disputà entre el 8 i l'11 de juliol de 1908 i hi van prendre part 28 tiradors procedents de 6 nacions diferents.
La competició es va celebrar en tres rondes, en què cada tirador havia de disparar a 30 aus d'argila en la primera ronda, 20 en la segona i 30 en la tercera. A la fi de cada ronda hi havia diverses eliminacions. El puntuació màxima era de 80 punts.

## Medallistes
| Or                 | Plata                | Bronze                                             |
| Walter Ewing (CAN) | George Beattie (CAN) | Alexander Maunder (GBR) · Anastasios Metaxas (GRE) |

## Resultats
| Pos. | Tirador                                | Puntuació | Puntuació | Puntuació | Puntuació |
| Pos. | Tirador                                | Sèrie 1   | Sèrie 2   | Sèrie 3   | Total     |
| ---- | -------------------------------------- | --------- | --------- | --------- | --------- |
| 1    | Walter Ewing (CAN)                     | 27        | 18        | 27        | 72        |
| 2    | George Beattie (CAN)                   | 21        | 17        | 22        | 60        |
| 3    | Alexander Maunder (GBR)                | 21        | 14        | 22        | 57        |
| 3    | Anastasios Metaxas (GRE)               | 21        | 14        | 22        | 57        |
| 5    | Charles Palmer (GBR)                   | 23        | 12        | 20        | 55        |
| 5    | Arthur Westover (CAN)                  | 21        | 12        | 22        | 55        |
| 7    | Mylie Fletcher (CAN)                   | 22        | 9         | 22        | 53        |
| 7    | Richard Hutton (GBR)                   | 23        | 10        | 20        | 53        |
| 7    | John Wilson (NED)                      | 20        | 13        | 20        | 53        |
| 10   | Frank Moore (GBR)                      | 21        | 11        | 20        | 52        |
| 11   | George Whitaker (GBR)                  | 18        | 9         | 24        | 51        |
| 12   | David McMackon (CAN)                   | 19        | 14        | 17        | 50        |
| 12   | James Pike (GBR)                       | 22        | 12        | 16        | 50        |
| 14   | Cornelis Viruly (NED)                  | 18        | 13        | 17        | 48        |
| 15   | Eduardus van Voorst tot Voorst (NED)   | 19        | 13        | 15        | 47        |
| 15   | Franciscus van Voorst tot Voorst (NED) | 18        | 14        | 15        | 47        |
| 17   | Harold Creasey (GBR)                   | 22        | 9         | 15        | 46        |
| 17   | Peter Easte (GBR)                      | 18        | 11        | 17        | 46        |
| 19   | Gerald Merlin (GBR)                    | 18        | 10        | 17        | 45        |
| 20   | William Morris (GBR)                   | 10        | 12        | 22        | 44        |
| 20   | George Vivian (CAN)                    | 16        | 10        | 18        | 44        |
| 22   | Reindert de Favauge (NED)              | 18        | 11        | —         | 29        |
| 23   | Émile Béjot (FRA)                      | 18        | 10        | —         | 28        |
| 24   | John Butt (GBR)                        | 15        | 11        | —         | 26        |
| 25   | Alfred Swahn (SWE)                     | 13        | 9         | —         | 22        |
| 26   | Jacob Laan (NED)                       | 13        | 8         | —         | 21        |
| 27   | Frank Parker (CAN)                     | 14        | 5         | —         | 19        |
| 27   | Edward Benedicks (SWE)                 | 13        | 6         | —         | 19        |
| AC   | John Postans (GBR)                     | —         | —         | —         | —         |
| AC   | Ernst Rosell (SWE)                     | —         | —         | —         | —         |
| AC   | Rudolph van Pallandt (NED)             | —         | —         | —         | —         |